# FK Partizan
Fudbalski Klub Partizan (serb. Фудбалски клуб Партизан; w Polsce zwany Partizanem Belgrad oraz dawniej - Partyzantem Belgrad) – serbski klub piłkarski z siedzibą w Belgradzie, założony w 1945 roku, finalista Pucharu Europy Mistrzów Krajowych z 1966. Klub gra w serbskiej SuperLidze, całą swoją historię spędził w najwyższej klasie rozgrywkowej Jugosławii oraz Serbii, zdobywając w sumie 45 oficjalnych trofeów. Zespół zajął drugie miejsce w lidze wszech czasów Jugosławii. Partizan został założony przez oficerów Jugosłowiańskiej Armii Ludowej w 1945 roku w Belgradzie. Jego nazwa pochodzi od jugosłowiańskich partyzantów,  ruchu oporu działającego podczas II wojny światowej. Klub jest właścicielem drugoligowego zespołu FK Teleoptik.

## Historia
FK Partizan został założony 4 października 1945 roku jako część Jugosłowiańskiego Stowarzyszenia Sportowego Partizan. Klub jest nadal członkiem tego stowarzyszenia, obecnie nazwanego Stowarzyszeniem Sportowym Serbii i Czarnogóry, które zrzesza 25 różnych klubów sportowych. Został założony jako klub Jugosłowiańskiej Armii Ludowej, a jego stadion został nazwany imieniem tejże armii. We wczesnych latach 50. Partizan uniezależnił się od wojska. Swój pierwszy międzynarodowy mecz klub rozegrał 6 grudnia 1945 roku z zespołem CSKA Moskwa.

## Sukcesy

### Międzynarodowe
- finalista Pucharu Europy Mistrzów Krajowych: 1966
- Puchar Mitropa: 1978

### Krajowe
| \| \| Zdobyte trofea w rozgrywkach Jugosławii (stan na: 1992 – rozpad Jugosławii) \| |                                                                             |      |                                                                  |
| Rozgrywki                                                                            | Osiągnięcie                                                                 | Razy | Sezon(y)                                                         |
| Mistrzostwo                                                                          | I miejsce                                                                   | 11   | 1947, 1949, 1961, 1962, 1963, 1965, 1976, 1978, 1983, 1986, 1987 |
| Mistrzostwo                                                                          | II miejsce                                                                  | 9    | 1954, 1956, 1958, 1959, 1968, 1970, 1984, 1988, 1992             |
| Mistrzostwo                                                                          | III miejsce                                                                 | 8    | 1948, 1950, 1953, 1960, 1967, 1969, 1985, 1991                   |
| Puchar                                                                               | zdobywca                                                                    | 5    | 1947, 1952, 1954, 1957, 1989                                     |
| Puchar                                                                               | finalista                                                                   | 4    | 1948, 1959, 1960, 1979                                           |
|                                                                                      | Zdobyte trofea w rozgrywkach Jugosławii (stan na: 1992 – rozpad Jugosławii) |      |                                                                  |

| \| \| Zdobyte trofea w rozgrywkach Serbii i Czarnogóry (stan na: 2006 – podział kraju) \| |                                                                                  |      |                                                |
| Rozgrywki                                                                                 | Osiągnięcie                                                                      | Razy | Sezon(y)                                       |
| Mistrzostwo                                                                               | I miejsce                                                                        | 8    | 1993, 1994, 1996, 1997, 1999, 2002, 2003, 2005 |
| Mistrzostwo                                                                               | II miejsce                                                                       | 5    | 1995, 2000, 2001, 2004, 2006                   |
| Mistrzostwo                                                                               | III miejsce                                                                      | 1    | 1998                                           |
| Puchar                                                                                    | zdobywca                                                                         | 4    | 1992, 1994, 1998, 2001                         |
| Puchar                                                                                    | finalista                                                                        | 3    | 1993, 1996, 1999                               |
| Serbia i Czarnogóra                                                                       | Zdobyte trofea w rozgrywkach Serbii i Czarnogóry (stan na: 2006 – podział kraju) |      |                                                |

| \| \| Zdobyte trofea w rozgrywkach Serbii (stan na: 17 maja 2024) \| |                                                             |      |                                                                                                 |
| Rozgrywki                                                            | Osiągnięcie                                                 | Razy | Sezon(y)                                                                                        |
| Mistrzostwo                                                          | I miejsce                                                   | 8    | 2007/2008, 2008/2009, 2009/2010, 2010/2011, 2011/2012, 2012/2013, 2014/2015, 2016/2017          |
| Mistrzostwo                                                          | II miejsce                                                  | 9    | 2006/2007, 2013/2014, 2015/2016, 2017/2018, 2019/2020, 2020/2021, 2021/2022, 2023/2024, 2024/25 |
| Mistrzostwo                                                          | III miejsce                                                 | 1    | 2018/2019                                                                                       |
| Puchar                                                               | zdobywca                                                    | 7    | 2007/2008, 2008/2009, 2010/2011, 2015/2016, 2016/2017, 2017/2018, 2018/2019                     |
| Puchar                                                               | finalista                                                   | 4    | 2014/2015, 2019/2020, 2020/21, 2021/22                                                          |
| Serbia                                                               | Zdobyte trofea w rozgrywkach Serbii (stan na: 17 maja 2024) |      |                                                                                                 |

## Barwy
Barwy Partizana to czarny i biały, które zastąpiły niebieski i czerwony, używane w pierwszych trzynastu latach istnienia klubu. Według relacji legendarnego gracza Partizana, Stjepana Bobka, klub zmienił barwy po turnieju rozegranym 1958 roku w Ameryce Płd. Partizan rozegrał tam kilka spotkań, a jednym z jego rywali był Juventus Turyn. Włoski klub od lat występuje w czarno-białych trykotach. Bobek w jednym z wywiadów powiedział, że Partizan rozegrał bardzo dobry mecz przeciwko Turyńczykom. Prezes turyńskiego klubu był pod tak dużym wrażeniem gry belgradzkich piłkarzy, że w dowód szacunku podarował im dwa komplety czarno-białych strojów. Nowe barwy szybko przypadły do gustu piłkarzom oraz kibicom Partizana i klub nigdy już ich nie zmienił. Obecnie Partizan występuje w strojach czarno-białych u siebie, zaś w czerwono-niebieskich w meczach wyjazdowych.

## Obecny skład
Aktualny na 17 lipca 2023
| Nr | Poz. | Piłkarz                                                |
| -- | ---- | ------------------------------------------------------ |
| 1  | BR   | Aleksandar Jovanović (wypożyczony z Apollonu Limassol) |
| 3  | OB   | Mihajlo Ilić                                           |
| 4  | OB   | Siniša Saničanin                                       |
| 6  | OB   | Svetozar Marković                                      |
| 8  | PO   | Franck Kanouté (wypożyczony z Cercle Brugge)           |
| 9  | NA   | Queensy Menig                                          |
| 10 | PO   | Bibras Natcho                                          |
| 12 | OB   | Zlatan Šehović                                         |
| 14 | NA   | Samed Baždar                                           |
| 17 | OB   | Marko Živković                                         |
| 18 | NA   | Fousseni Diabaté                                       |
| 19 | PO   | Aleksandar Šćekić (wypożyczony z Hapoel Haifa)         |
| 20 | NA   | Andrija Pavlović                                       |
| 23 | NA   | Nemanja Nikolić (wypożyczony z FK Vojvodina)           |

| Nr | Poz. | Piłkarz                                      |
| -- | ---- | -------------------------------------------- |
| 26 | OB   | Aleksandar Filipović                         |
| 36 | NA   | Nikola Terzić                                |
| 38 | NA   | Janko Jevremović                             |
| 40 | PO   | Kristijan Belić                              |
| 41 | OB   | Ivan Obradović                               |
| 39 | PO   | Miloš Jojić                                  |
| 41 | BR   | Aleksandar Popović                           |
| 44 | NA   | Bogdan Mircetic                              |
| 45 | PO   | Mateja Stjepanović                           |
| 55 | PO   | Danilo Pantić                                |
| 77 | NA   | Nemanja Jović                                |
| 85 | BR   | Nemanja Stevanović                           |
| 90 | PO   | Mihajlo Petković                             |
| -  | NA   | Xander Severina (wypożyczony z ADO Den Haag) |